# Josef Jennewein
Josef "Pepi" Jennewein (ur. 21 listopada 1919 w St. Anton am Arlberg – zm. 27 lipca 1943 w Orle, Rosja) – niemiecki narciarz alpejski, trzykrotny medalista mistrzostw świata. 
Wystartował na mistrzostwach świata w Zakopanem w 1939 roku, gdzie zdobył medale we wszystkich konkurencjach. Najpierw zajął drugie miejsce w zjeździe, rozdzielając swego rodaka, Hellmuta Lantschnera oraz Karla Molitora ze Szwajcarii. Następnie drugie miejsce zajął w slalomie, plasując się za Szwajcarem Rudolfem Romingerem i kolejnym reprezentantem III Rzeszy - Wilhelmem Walchem. Ponadto zwyciężył w kombinacji, wyprzedzając Walcha i Romingera. W 1941 roku wystartował na mistrzostwach świata w Cortinie d'Ampezzo, zdobywając złote medale w zjeździe i kombinacji. Na tej samej imprezie był szósty w slalomie. W 1946 roku Międzynarodowa Federacja Narciarska uznała te mistrzostwa za niebyłe z powodu ograniczonej liczby uczestników z krajów przyjaznych Niemcom podczas II wojny światowej.
Służył w Luftwaffe jako pilot myśliwca odbył 271 misji, odnosząc 86 zwycięstw, z czego pięć na froncie zachodnim i 81 na froncie wschodnim. Otrzymał następujące odznaczenia: Krzyż Żelazny pierwszej i drugiej klasy, złoty Krzyż Niemiecki oraz Ehrenpokal der Luftwaffe – Honorowy Puchar za szczególne osiągnięcia w walce powietrznej. 27 lipca 1943 roku wylądował za liniami radzieckimi i od tego czasu jest uważany za zaginionego. Jego kolega z klubu narciarskiego Josef Gabl wykonał tę misję wraz z Jenneweinem we własnej maszynie i otrzymał wiadomość radiową od Jenneveina, że jego silnik uległ awarii. Pośmiertnie awansowany na porucznika i otrzymał Krzyż Rycerski 5 grudnia 1943 roku.

## Osiągnięcia

### Mistrzostwa świata
| Miejsce | Dzień     | Rok  | Miejscowość | Konkurencja | Czas biegu | Strata | Zwycięzca          |
| ------- | --------- | ---- | ----------- | ----------- | ---------- | ------ | ------------------ |
| 2.      | 12 lutego | 1939 | Zakopane    | Zjazd       | 3:26,88    | +1,15  | Hellmut Lantschner |
| 2.      | 14 lutego | 1939 | Zakopane    | Slalom      | 2:01,6     | +3,6   | Rudolf Rominger    |
| 1.      | 14 lutego | 1939 | Zakopane    | Kombinacja  | 345,8 pkt  | -      | -                  |